# Avenue Albert Giraud
Pour les articles homonymes, voir Giraud.
L'avenue Albert Giraud (en néerlandais : Albert Giraudlaan) est une avenue bruxelloise de la commune de Schaerbeek qui va du carrefour de l'avenue Princesse Élisabeth et du boulevard Lambermont à l'avenue Huart Hamoir en passant par l'avenue Émile Verhaeren et l'avenue Émile Zola.
La numérotation des habitations va de 1 à 123 pour le côté impair et de 4 à 118 pour le côté pair.
La rue porte le nom d'un poète symboliste belge d'expression française, Émile Albert Kayenberg, dit Albert Giraud, né à Louvain le 23 juin 1860 et décédé à Schaerbeek le 26 décembre 1929.

## Adresses notables
- no 9 : maison construite par François Hemelsoet
- no 121 : Immeuble du Foyer Schaerbeekois

## Galerie de photos

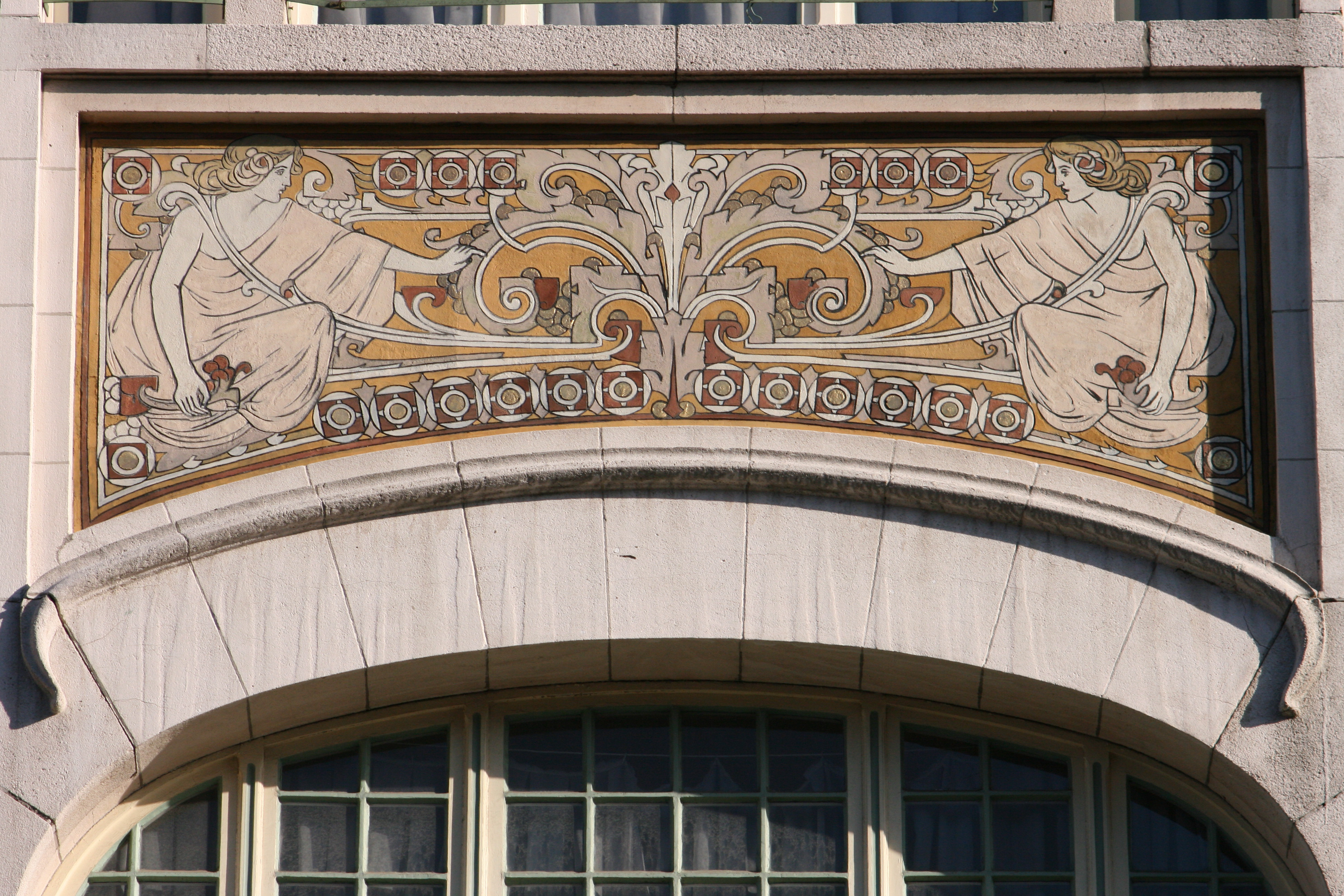
Sgraffite au no 9